# اقتصاد اليونان القديمة

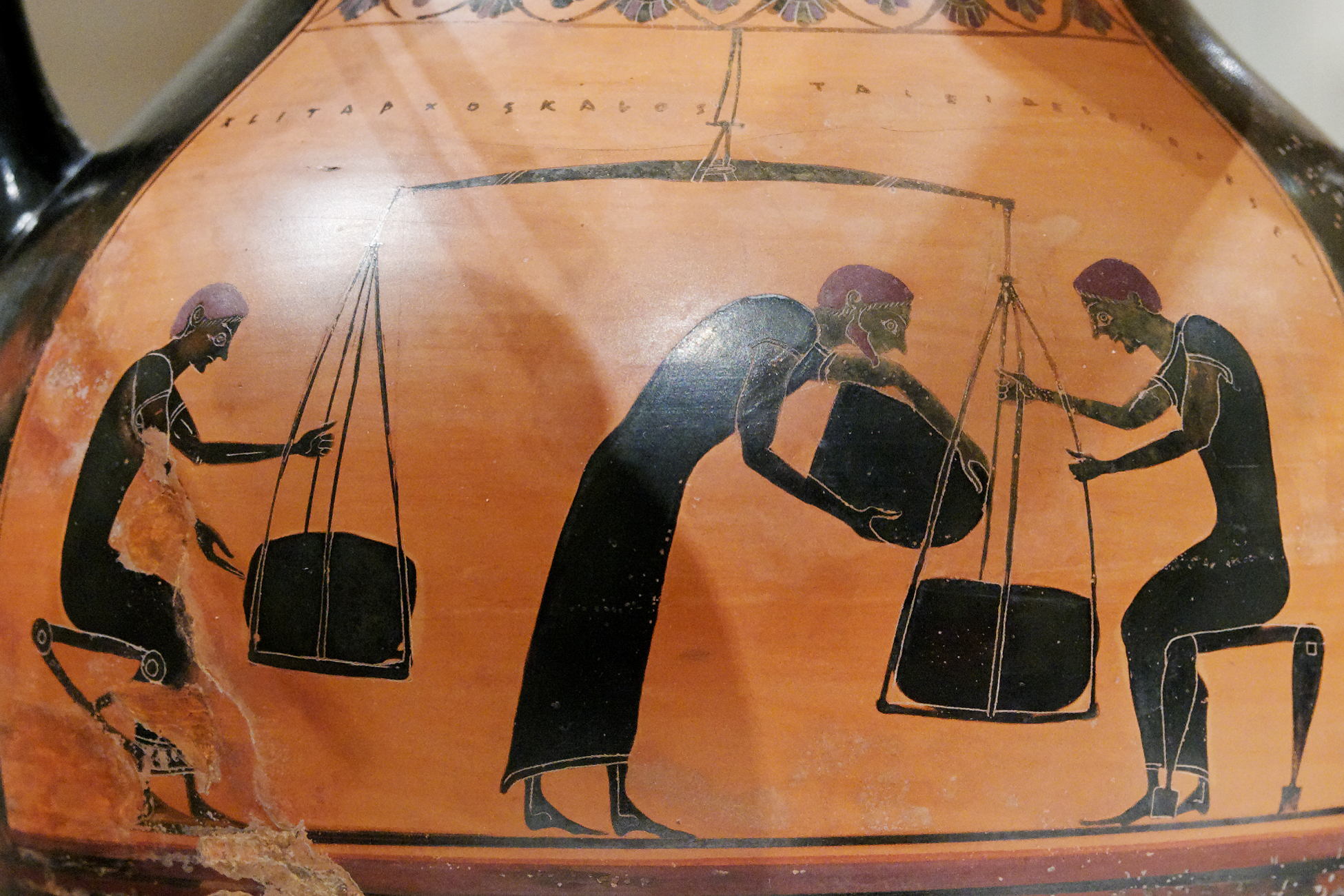

اقتصاد اليونان القديمة كان معروفًا باعتماد المنطقة على البضاعة المستوردة. نتيجةً للجودة المنخفضة للتربة اليونانية، كانت التجارة الرزاعية ذات أهمية خاصة. عُوض تأثير الإنتاج المنخفض للمحاصيل إلى حد ما من خلال موقع اليونان المميز، إذ سمح موقع اليونان لمقاطعاتها بالتحكم ببعض أهم الموانئ وطرق التجارة المصرية. بدايةً من القرن السادس قبل الميلاد، أصبحت تجارة الحرف والتبادل، البحري بالمقام الأول، الجوانب المحورية للناتج الاقتصادي اليوناني.

## الزراعة
يمكن تشبيه التربة اليونانية بالشحيحة أو الضيقة ما يساعد على تفسير السلوك الاستعماري اليوناني وأهمية الكليروشيات (نوع خاص من المستعمرات) في آسيا الصغرى في السيطرة على إمدادات القمح. عُززت زراعات الزيتون والعنب والحقول بزراعة الأعشاب والخضروات والنباتات المنتجة للزيت. طُورت تربية الحيوانات بشكل سيء بسبب نقص الأراضي المتاحة. كانت الأغنام والماعز أكثر أنواع الماشية شيوعًا. استُغلت الغابات بصورة كبير، أولًا للاستخدام المحلي، وفي النهاية لبناء السفينة ثلاثية المجاديف. احتُفظ بالنحل لإنتاج العسل، وهو المصدر الوحيد للسكر المعروف لدى الإغريق القدماء.
نظرًا إلى أن الزراعة كانت تستخدم العمالة بشكل كبير، عمل أكثر من 80% من سكان اليونان بالزراعة. اتبع العمل في الزراعة إيقاع الفصول: حصاد الزيتون وتقليم العنب في بداية الخريف ونهاية الشتاء وتقليب الأرض في الربيع، وحصاد الحبوب في الصيف، وتقطيع الخشب وبذار البذور وحصاد العنب في الخريف.
في العصر القديم، كانت ملكية الأراضي تتبع للأرستقراطيين. خلال القرن السابع قبل الميلاد، أدى التمدد الديموغرافي وتوزيع الإرث إلى خلق توترات بين الفلاحين وملاك الأرض. في أثينا، تغير ذلك من خلال إصلاح سولون الذي أنهى العمل لرد الدين وحمى الطبقة الفلاحية. ومع ذلك، بقيت ملكيات الأرستقراطيين اليونانيين صغيرة مقارنةً مع المشاعات الرومانية.

### الحرف
كانت أغلب حرف اليونان القديمة جزءًا من المجال المحلي الجنوبي الغربي. ومع ذلك، تغير الوضع تدريجيًا بين القرنين الثامن والرابع قبل الميلاد من خلال ازدياد الاعتماد التجاري للاقتصاد اليوناني. لهذا:
كانت أنشطة مثل الحياكة والخبز وهي أنشطة مهمة جدًا للاقتصاد القروسطي المتأخر، تتم فقط من قبل النساء في القرن السادس قبل الميلاد. بعد نمو التجارة، بدأ استخدام العبيد على نطاق واسع في ورش العمل. كانت الأنسجة الدقيقة المصبوغة فقط، مثل تلك المصبوغة بالأرجواني الداكن، تُصنع في ورش العمل. من ناحية أخرى، كان العمل بالمعادن أو الجلد أو الخشب أو الطين نشاطًا ينظر إليه معظم اليونايين باستحقار.
كانت الورشة العادية تُدار من قبل العائلة. وظفت صناعة درع ليسياس 350 عبدًا؛ استخدم والد ديموستيني وهو صانع سيوف 32 عبدًا. بعد موت بريكليس عام 429 قبل الميلاد، ظهرت طبقة جديدة مؤلفة من الملاك الأغنياء ومدراء ورش العمل. من الأمثلة على ذلك، كليون وأنيتوس وأصحاب الدباغة المشهورين وكليوفون الذين أنتج مصنعهم القيثارات.
كان يدفع للعمال غير المنتمين لطبقة العبيد من خلال التعيين، إذ كانت ورش العمل لا تضمن العمل المنتظم. في أثينا، كان يُدفع لأولئك العاملين في مشاريع الدولة دراخما واحدة في اليوم بصرف النظر أي حرفة يمارسون. يبدأ يوم العمل عادةً عند شروق الشمس وينتهي في فترة ما بعد الظهر.